# Simulium biancoi
Simulium biancoi är en tvåvingeart som först beskrevs av Rubtsov 1964.  Simulium biancoi ingår i släktet Simulium och familjen knott.
Artens utbredningsområde är Italien. Inga underarter finns listade i Catalogue of Life.